# Tünde (cràter)
Tünde és un cràter d'impacte en el planeta Venus de 16,3 km de diàmetre. Porta el nom d'un antropònim hongarès, i el seu nom va ser aprovat per la Unió Astronòmica Internacional el 1985.